# August Berwald
Christian August Berwald, född 24 augusti 1798 i Stockholm, död 13 november 1869, var en svensk violinist och kompositör. 
Han var son till violinisten Christian Friedrich Georg Berwald i tyska musiksläkten Berwald och Brita Agneta Bruno, av svensk västgötasläkt, och Bureättling. samt bror till Franz Berwald, kusin till Johan Fredrik Berwald. August gifte sig med pianisten Hedvig, född Sundblad.
Som ung turnerade August Berwald med sin bror, bland annat i Finland. Senare var han under många år förste konsertmästare vid Kungliga Hovkapellet i Stockholm och betecknades av kompositören Jacob Niclas Ahlström som en "utmärkt Violinist och Orkesterspelare". Efter sin pensionering från Hovkapellet utnämndes han 1863 till inspektor för undervisningsverksamheten vid Kungliga Musikaliska Akademien, i vilken han den 27 maj 1841 invaldes som ledamot nr. 289. Han erhöll även Vasaorden.

## Verk
Hans kompositioner omfattar bland annat en "Militär-concert för violin".

### Kammarmusik
- Rondo i A-dur, opus 1, för stråkkvartett.[2]
- Rondo Capriccio i A-dur, opus 2, för stråkkvartett.[2]
- Fantasi, opus 3, för stråkkvartett. Tillägnad d'Oh...[2]
- Rondoletto, tema med variationer för violin. Uppförd i december 1828.[2]